# Proof-of-space
Proof-of-space — способ выражения интереса к службе (например, к службе электронной почты) путем выделения нетривиального объёма памяти или дискового пространства для решения проблемы, представленной поставщиком услуг.

## История
Впервые данная концепция была сформулирована в 2013 году польским экспертом Стефаном Дзембовским. Принцип схож с термином «доказательство выполнения работы».
Метод основан на использовании свободного места на устройстве хранения файлов (например, жёстком диске), заранее выделенного пользователями, а не вычислительных мощностей для добычи криптовалют, что является менее энергозатратным способом, и главное — экономической альтернативой классическому методу добычи цифровых валют.
Майнинг на жёстком диске отличается тем, что для выполнения работы не требуется покупка дорогих видеокарт, блоков питания большой мощности и материнских плат с огромным числом разъемов. Чтобы зарабатывать на HDD, достаточно простого ноутбука, имеющего стандартные параметры и встроенную видеокарту. Однако требования к характеристикам диска при этом возрастают.

## Применение
После выпуска биткойна были исследованы альтернативы его механизму разработки PoW. Основываясь на новом принципе proof-of-space, в августе 2014 года был запущен Burstcoin. Затем появились и другие виды криптовалют, например, SpaceMint (2015).